# إدواردو مانجاروتي
إدواردو مانجاروتي (Edoardo Mangiarotti) هو لاعب أولمبي لرياضة مبارزة سيف الشيش من إيطاليا. شارك في الأولمبياد الصيفي في 1936–1960، وفاز بما مجموعه 13 ميدالية.

## الميداليات
| ذهب | فضة | برونز | المجموع |
| 6   | 5   | 2     | 13      |

## روابط خارجية
- إدواردو مانجاروتي على موقع اللجنة الأولمبية الدولية (الإنجليزية)
- إدواردو مانجاروتي على موقع أوليمبيديا (الإنجليزية)
- إدواردو مانجاروتي على موقع اللجنة الأولمبية الإيطالية (الإيطالية)